# Оно пришло из далёкого космоса
«Оно пришло из далёкого космоса» (англ. It Came from Outer Space; в других переводах — «Пришелец из космоса», «Это пришло из космоса») — американский чёрно-белый фантастический 3D-фильм ужасов 1953 года режиссёра Джека Арнольда. Премьера фильма состоялась 26 мая 1953 года.

## История создания
В 1952 году компания «Universal Pictures» пригласила Рэя Брэдбери для работы над фильмом о монстрах. Рэй предложил написать две разных версии сценария для фильма с условным названием «Метеор». Первый вариант будет полностью отвечать пожеланиям студии — типичная история о злобном космическом чудище, атакующем Землю. Но на рассмотрение будет предложена и альтернативная версия. «Мне хотелось представить пришельцев как созданий, не представляющих угрозы, что было бы весьма необычно, — говорил Брэдбери. — Единственной подобной картиной на тот момент был фильм „День, когда Земля остановилась“, вышедший двумя годами ранее. Оба этих фильма отличались от остальных тем, что представляли пришельцев как существ, понимающих человечество. Студия выбрала верный вариант, и я продолжил свой труд». Основная часть фильма была снята в городе Викторвилл, штат Калифорния, который здесь был представлен как город Сэнд-Рок, штат Аризона.

## Сюжет
Начинающий астроном-любитель Джон Патнам и его девушка Эллен становятся случайными свидетелями падения метеорита. Заинтересованная пара направляется к месту падения. Прибыв на место, Джон и Эллен обнаруживают воронку, посреди которой располагается упавший метеорит. Джон спускается поближе к метеориту, желая поближе его рассмотреть: он обнаруживает шестиугольное отверстие, которое на его глазах быстро кем-то или чем-то закрывается. Поражённый Джон делает вывод, что перед ним — упавший космический корабль. Однако убедить людей в том, что они обнаружили космический корабль им не удаётся. В то же время Джон и Эллен начинают замечать странные метаморфозы, происходящие с людьми: некоторые люди пропадают, а им на замену появляются двойники, которые очень странно себя ведут. Тогда Джон и Эллен пытаются предупредить об идущих всё быстрее и быстрее процессах представителей власти в лице шерифа Уоррена, но и он не обращает на это никакого внимания.

## В ролях
- Ричард Карлсон — Джон Патнам
- Барбара Раш — Эллен
- Чарльз Дрейк — шериф Уоррен
- Джо Сойер — Фрэнк Дейлон
- Расселл Джонсон — Джордж
- Дейв Уиллон — Пит Дэвис
- Роберт Карсон — Даган, репортёр
- Вирджиния Маллен — миссис Дэйлон
- Кэтлин Хьюз — Джун, девушка Джорджа

## Награды
- Золотой глобус — Самый многообещающий новичок среди женщин (Барбара Раш)